# Hylopsar cupreocauda
El estornino colicobrizo (Hylopsar cupreocauda) es una especie de ave paseriforme de la familia Sturnidae propia de África occidental.

## Distribución y hábitat
Se encuentra en Costa de Marfil, Ghana, Guinea, Liberia y Sierra Leona. Su hábitat natural son los bosques húmedos tropicales de tierras bajas. Está amenazado por la pérdida de hábitat.